# Norman William Teufel
Norman William Teufel (* 15. Juni 1928 in Buffalo, New York, Vereinigte Staaten; † März 2015) war ein US-amerikanischer Juwelier.

## Leben
Norman Teufel graduierte 1946 an der Seneca Vocational High School in Buffalo. 1971 entwickelte er seinen Swinger Ring (deutsch Schwingring); einen Goldschmuckring, in den er kleine Edelstahlkugellager einarbeitete und so den Effekt von „tanzenden, rotierenden Brillanten“ auf einer darauf angebrachten Schiene ermöglichte. Bald darauf begann er mit der Herstellung der Ringe in Beverly Hills, Kalifornien.
1970 begann Teufels Sohn Cameron im Alter von vierzehn Jahren seine Lehre im Betrieb seines Vaters und beschäftigt sich seither mit dem Design und der technischen Umsetzung des Ringkonzepts der Motion Rings (deutsch: Bewegliche Ringe), für die auch der Begriff Spinner Rings (to spin, sich drehen) aufkam. Nachdem sich Norman Teufel 1991 zur Ruhe gesetzt hatte, übernahm Cameron Teufel das Familienunternehmen, das sich das Urheberrecht für die Ringe gesichert hatte. Heute steht die Firma Teufel Inc. für hohe Diamantreinheit (si1, kleine Einschlüsse) und hohe Farbgrade (F-G, bis Feines Weiß+).

## Auszeichnungen
1975 gewann Teufel für den Entwurf und die Formgebung seiner Ringe den De Beers Diamonds International Award; bis 1981 gewann er vier weitere De Beers Diamonds Today Awards.